# 向日葵のある自画像
『向日葵のある自画像』（ひまわりのあるじがぞう、蘭: Zelfportret met een zonnebloem, 英: Self-Portrait with a Sunflower）は、バロック期のフランドル出身のイギリスの画家アンソニー・ヴァン・ダイクが1632年から1633年頃に制作した自画像である。油彩。この自画像を制作したとき、ヴァン・ダイクはイングランド国王チャールズ1世の宮廷で「両陛下に仕える首席宮廷画家」を務めていた。ヒマワリと金製の鎖の背景にあるシンボリズムは様々な美術史家たちの間で論争の争点となっている。ヴァン・ダイクの肖像画技法は本作品に見られるような後期イギリス時代と呼ばれる様式に発展し、モデルの肖像を捉えることへのひたむきさは、1641年の画家の死後も長期にわたって肖像画芸術に与えた強い影響力の基礎となった。現在はウェストミンスター公爵の個人コレクションとしてチェシャー州エクルストンのイートン・ホールに所蔵されている。

## 作品
この自画像には肩越しに鑑賞者を見つめる画家アンソニー・ヴァン・ダイクが描かれている。その視線はまるで観衆の存在に静かに驚いているかのように、鑑賞者に集中している。ヴァン・ダイクは左手の人差し指と親指で右肩を横切って背中のほうに伸びている金製の鎖を持ち、右手の指先で黄色いヒマワリの下の花びらに触れようとしている。画家の鎖を持つ仕草は鎖とそれが表すメッセージに注意を促す視覚的なトリックである。この鎖は画家が後援者である国王チャールズ1世から授けられた贈物であると理解されている。金の鎖には国王の肖像が刻まれたメダルが付いているが、画家の右腕の袖で隠されている。背景の雲から分かるように、ヴァン・ダイクは自身を自然に包まれた屋外にいるように描いている。彼は豊かに染められたピンクのオーバーコートを着ており、襟、袖口、背中の細いスリットから白いシャツが見える。光源は左下隅から照射され、ヒマワリの外側の花びらを照らしている。これにより、ヴァン・ダイクの顔にヒマワリが「輝いている」という視覚効果が得られる。

## 解釈

### ヒマワリ

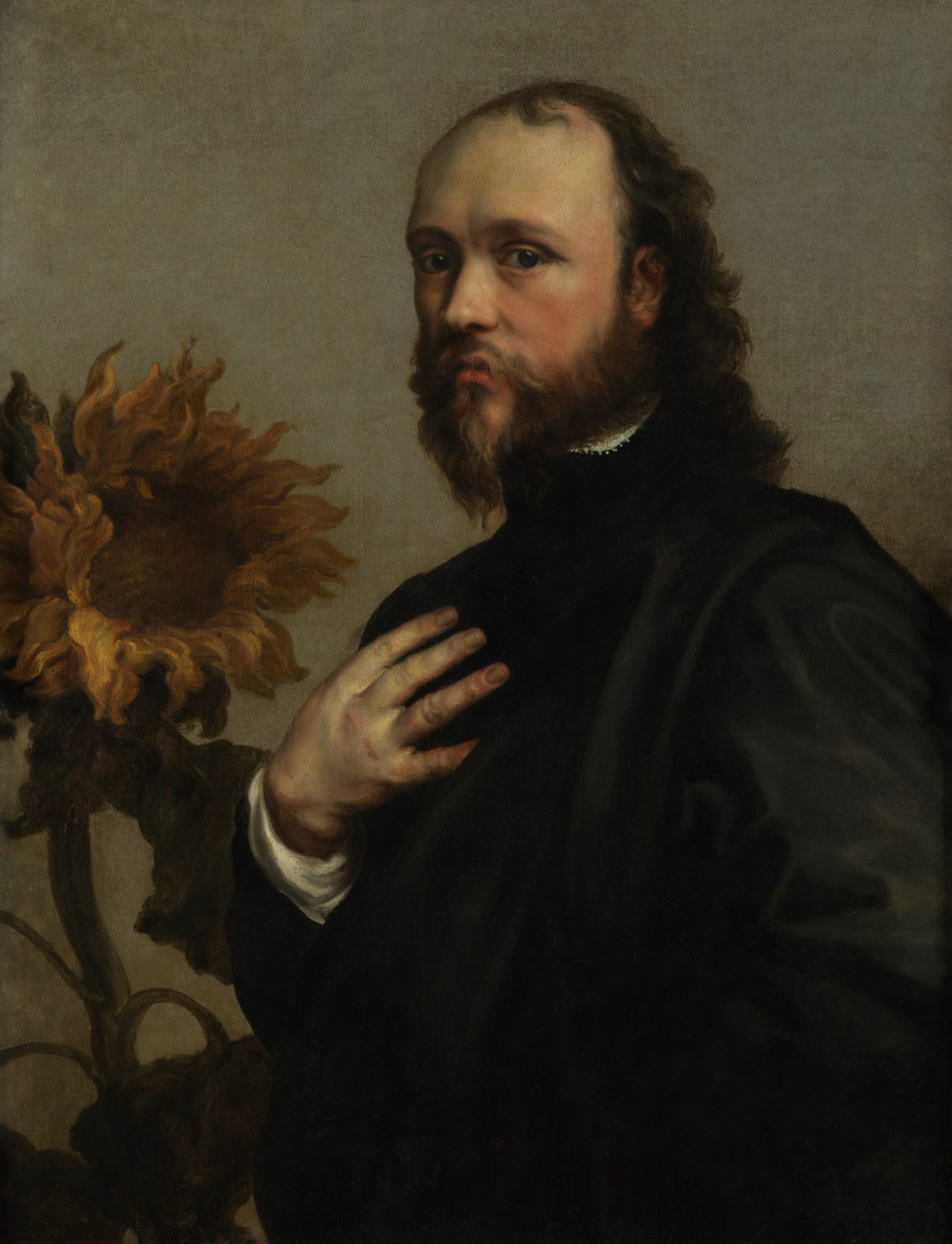
ヴァン・ダイクの工房『向日葵のあるケネルム・ディグビー卿の肖像』。1630年頃。国立海事博物館所蔵。

美術史家や研究者たちはヒマワリの背後にあるシンボリズムについて熱心に議論してきた。花言葉や植物から象徴性を導き出すという概念は、後に文学、芸術、詩などで普及するほどの人気をまだ獲得していなかった。しかし、バロック時代においてさえ、数多くの花が特定の特徴や特徴と関連づけられていた。ヒマワリ（Helianthus annuus）はフランス語の名前トゥルヌソル（Tournesol）、スペイン語のヒラソル（Girasol）、イタリア語のジラソーレ（girasole）などに反映されているように、昼の間、空を横切る太陽の進路を追いかけるように回転するため、献身と忠実の象徴である。この象徴性は17世紀のイングランドのエンブレム・ブックにおいても記載されており、そこではヒマワリが忠誠を表すとされている。これらのエンブレム・ブックの多くはヴァン・ダイクの故郷であるアントウェルペンで出版され、入手可能であったが、この特徴は当時の園芸家に十分知られており、文献に頼る必要はなかった。ヴァン・ダイクはこの献身が特に国王チャールズ1世に対するものであるとは述べていないが、自画像がチャールズ1世のみに対して忠誠を宣言するものであったと解釈されている。美術史家たちは、ヴァン・ダイクが右肩に掛けた金の鎖はチャールズ1世から贈られたものであり、この作品は彼が宮廷画家であった間に制作されたものであることに同意している。ヒマワリおよびその画家と面と向かいあった配置は、君主がファン・ダイクを承認したことの象徴として解釈される。
しかし、特に画家と国王との間に直接的な相関関係があることについては満場一致で同意されているわけではない。ヴァン・ダイクの工房はおそらく1635年から1650年にかけて、画家の親友であり、イングランドの占星術師、自然哲学者、王室の廷臣であったケネルム・ディグビー卿の肖像画『向日葵のあるケネルム・ディグビー卿の肖像』を制作した。ヴァン・ダイクはディグビーと画家の友情の証しとなる数点の肖像画を、ディグビーの妻である亡きヴェニシア・スタンリーを称えるために描いた。ヴァン・ダイクはまた本作品に取り組んだ1632年から1633年の間に、ディグビー夫婦とその2人の幼い子供を描いた家族の肖像画を描きあげた。ディグビーは1620年代半ばに非公式の海軍顧問として国王に仕えたほか、1641年には国王とその同名の人物を守るために決闘で戦ったため、ここでのヒマワリは献身と忠誠を象徴するという解釈がより正確である。この説を支持する人々はまた、ヴァン・ダイクはたとえその人がイングランド国王であったとしても、他人に依存していることを自慢するような性格ではなかったとも述べている。1640年代初頭、この肖像画はイングランド内戦中に漠然と定義されたプロパガンダ作品として使用され、国民に王党派の忠誠のために武器を手に入れるよう説得し、戦争で荒廃した王国を統一することに成功した。もしヒマワリがヴァン・ダイクの後援者に対する忠実さの象徴でしかなかったとしたら、この肖像画が芸術作品にインスピレーションや共感できる意味を求めている幅広い観客にあまり好まれなかったであろうことを証明する証拠である。

### 金の鎖
有名な話であるが、自画像の中でヴァン・ダイクが身に着けている鎖は芸術作品に対するチャールズ1世の感謝の証である。ヴァン・ダイクはイギリスにやって来てからわずか1年と少しで「110ポンドに相当する」メダルを与える令状が宮廷官吏から発行された。美術史家は鎖とメダルが王立造幣局の彫刻家ニコラス・ブリオットによってデザインされたと考えている。こうした贈物はしばしば作品の完成後に支払われる報酬に組み込まれていた。この感謝の印は、宮廷画家としての最初の年にヴァン・ダイクの功績に敬意を表すものであるだけでなく、イングランドにおける彼の地位に関する国王令でもあった。画家の他の自画像、特にピーテル・パウル・ルーベンスに師事した頃に描いた自画像と比較すると、ヴァン・ダイクがシンプルで機能的な鎖を描いた方法は、彼が『向日葵のある自画像』で見せた外見上の率直な装飾とは大きく異なる。鎖に触れる描写はヴァン・ダイクが職務に深く積極的に関与していることを象徴しているが、彼は鎖のイメージとヒマワリとのバランスをとることで、それが自画像の中心になることを抑制している。

### ヴァン・ダイク髭

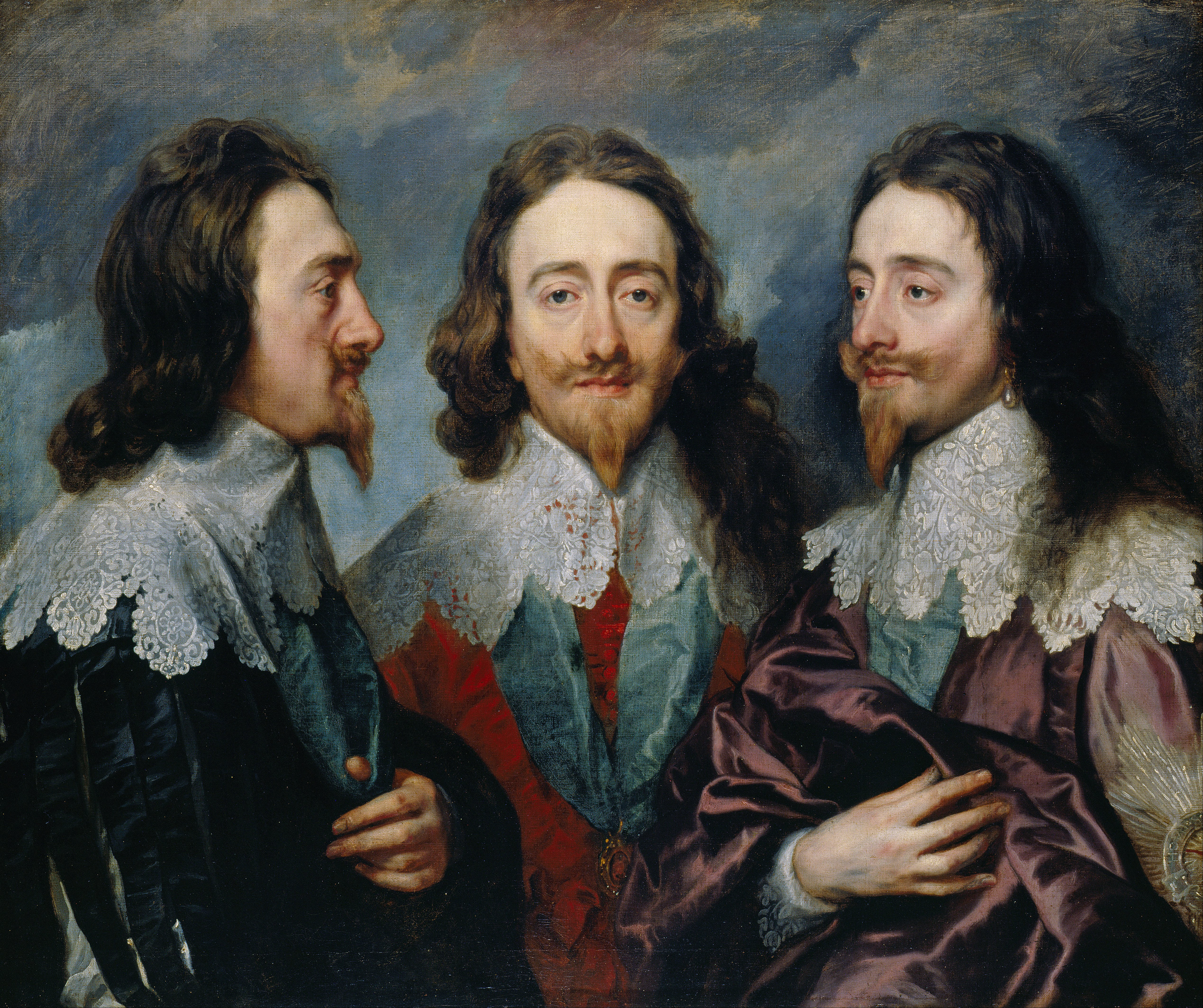
ヴァン・ダイクの『チャールズ1世の三面肖像画』。ウィンザー城所蔵。

ヴァン・ダイクはキャンバス上で自画像の表現を様の多く試みたことでよく知られていた。そのため鑑賞者は絵画作品を通じて彼のユニークな生活様式に触れることができ、ヴァン・ダイクは17世紀のイギリス人の癖や外見に影響を与えることができた。彼は髭を特別な方法で処理することで知られていた。そして後に様々な肖像画のモデルに同様の髭を塗ることで、その外観を広めることになった。ヴァン・ダイク髭として知られるスタイルは、完全に剃られた頬、口髭と山羊鬚で構成された。口髭は先端がカールし、個人の好みに応じてソウルパッチを残すことも剃ることもできる。この外観は威厳と風格を備えていると考えられ、チャールズ1世自身も肖像画で同様の髭を生やしたスタイルで描かれることを好んだ。そのためヴァン・ダイク髭はチャールズ1世にちなんで別名「チャーリー」（Charlie）とも呼ばれている。このスタイルの髭はゆっくりと廃れ、国王チャールズ2世統治下の王政復古期に事実上姿を消した。
『向日葵のある自画像』の中でヴァン・ダイクは古典的な「ヴァン・ダイク髭」を誇示している。あごの山羊鬚は先が細くなり、口髭の先端はカールして上向きになっている。上唇は厚く黒い口髭でほとんど隠れているが、きれいに整えられ、髪の成長と外見に誇りを持っていることを示している。

## 来歴
自画像はオーストリア・ハプスブルク家に仕えた軍人オイゲン・フォン・ザヴォイエンの個人コレクションに属していたことが知られている。その後、イギリス貴族の初代ウェストミンスター侯爵ロバート・グローヴナーによって取得され、1845年にウェストミンスターのグローヴナー・ハウスで記録されている。現在はイギリスのチェシャーにある公爵家のカントリー・ハウスであるイートン・ホールにて保管されている。個人コレクションに属する作品であるため、現在は一般公開されておらず、長期にわたって公開される機会もない。肖像画の現所有者でありイートン・ホールの監督者は、30歳未満の世界で最も裕福な男性となった第7代ウェストミンスター公爵ヒュー・グローヴナーである。『向日葵のある自画像』は侯爵家が何世紀にもわたって収集してきたコレクションの中でも特筆すべき作品である。その個人コレクションには、レンブラント・ファン・レイン、トマス・ゲインズバラ、クロード・ロランなどの著名な画家の作品が含まれている。公爵はいくつかの展示品に作品を貸し出すことで知られているが、本作品は10年以上もの間、一般公開されていなかった。2007年、公爵の広報担当はコレクションのいかなる作品も閲覧のための個人的な約束は取らないとコメントした。2018年1月27日から4月15日、自画像はロイヤル・アカデミーで開催された展覧会「チャールズ1世 国王そしてコレクター」（Charles I: King and Collector）で展示された。

## 複製
ドイツ連邦共和国テューリンゲン州の都市ゴータにあるフリーデンシュタイン城財団に、同じくヴァン・ダイクによって描かれた複製が所蔵されている。この複製は1979年に盗まれ、2019年に再発見された。